# Список дитячих залізниць
Нижче подається список всіх дитячих залізниць, які нині існують і які вже припинили існування, а також нездійснені проекти.

## Азербайджан

### Діючі
- Баку (відкрита 10 серпня 1947), довжина — 1,57 км, Докладніше: Дитяча залізниця в Баку

### Закриті
- Нахічевань (1978 — ?), довжина — приблизно 0,7 км, див. Нахічеванська дитяча залізниця

## Вірменія

### Діючі
- Єреван (відкрита 9 липня 1937), довжина — 2,1 км, див. Мала Закавказька дитяча залізниця (Єреван)

### Закриті
- Ґюмрі (можливо, 1950-ті роки — 7 грудня 1988), довжина — близько 2 км див. Ленінаканська дитяча залізниця

## Білорусь

### Діючі
- Мінськ (відкрита 9 липня 1955), довжина — 4,5 км (повна), 3,79 км (головний шлях).

### Закриті
- Гомель (серпень 1936 — літо 1941, знищена під час війни), довжина — 0,3 — 0,5 км.

## Грузія

### Діючі
- Тбілісі (відкрита 24 червня 1935), довжина — 1,2 км. Докладніше: Мала Закавказька дитяча залізниця (Тбілісі)

### Закриті
- Поті (близько 1987—1990 або 1991), довжина — близько 3 км.

- Руставі (1987 — 1990-ті), довжина — бл. 5 км.

- Хашурі (1982 — ?).

## Казахстан

### Колишні дитячі залізниці, які обслуговуюються дорослими
- Алма-Ата (нині — Алмати) (13 вересня 1952 — 20 липня 1997, з 1999 працює як атракціон, який обслуговується дорослими), довжина 1,47 км (повна), 1,24 км (головного шляху).

- Караганда (1 травня 1957—2001, відновлена літом 2004), довжина 5,1 км.

- Павлодар (відкрита в 1979, з 2001—2003 обслуговується дорослими), довжина 2,5 км (раніше — 2,7 км).

- Чімкент (нині — Шимкент) (відкрита в травні 1980), довжина — бл. 6 км.

### Закриті
- Актюбінськ (нині — Актобе) (відкрита 6 серпня 1989, точна дата закриття невідома, до 2001 року вже не працювала).

- Аркалик (відкрита не пізніше 1986 року, закрита за різними даними у 1988, 1990 або 1993 роках), завдовжки — 3,2 км.

- Астана (9 червня 1946 — квітень 2002), 1,71 км.

- Атбасар (відкрита у листопаді 1979 року, ще діяла у 1991 році, точна дата закриття невідома, у 2002 році її вже не працювала).

- Джезказган (нині — Жезказган) (1983 або 1984 — не пізніше 1987), завдовжки — 3,5-4 км.

- Кокчетав (нині — Кокшетау)(1977—1995), завдовжки 1,8 км.

- Кустанай (нині — Костанай) (7 жовтня 1978 — розібрана у 2000 році після того, як повінь серйозно пошкодила залізницю), завдовжки 3 км.

- Щучинськ (1 червня 1979 — розібрана у 1998—1999 роках).

- Семипалатинськ (нині — Семей) (точний час відкриття і закриття невідомі, рейки демонтовані у 1995 році), завдовжки 1-2 км.

- Екібастуз (точний час відкриття невідомий, закрита у 2001 році, після того, як сталася пожежа в ангарі з єдиним тепловозом).

## Латвія

### Закриті
- Рига (22 липня 1956 — травень 1997), довжина 2,1 км. Докладніше: Ризька дитяча залізниця імені Червоних Латиських стрільців

## Литва

### Колишні дитячі залізниці, які обслуговуються дорослими
- Аникщяй—Рубикяй (відкрита у серпні 1988, з 1992 діє як туристична залізниця, обслуговується дорослим), довжина 12 км. Докладніше: Аникщяйсько-Рубякайська дитяча залізниця

### Закриті
- Вільнюс (4 серпня 1946—1980-ті), довжина 1,6 км.

## Росія

### Діючі
- Владикавказ (відкрита 2 травня 1968), довжина 2,37 км.

- Волгоград (відкрита 2 травня 1948, розібрана і перенесена на нове місце у 1979), довжина 3,15 км (перша ДЗ, до 1979), 1,2 км (сучасна дитяча залізниця, з 1979).

- Єкатеринбург (відкрита 9 липня 1960), довжина 2,41 км.

- Іркутськ (відкрита 8 листопада 1939), довжина 3,25 км.

- Казань (відкрита 30 серпня 2007), довжина 4,2 км.

- Кемерово (відкрита 12 жовтня 2007), довжина 3,8 км.

- Красноярськ (відкрита 1 серпня 1936), довжина 1,1 км.

- Кратово (відкрита 2 травня 1937), довжина 4,962 км.

- Курган (відкрита 13 серпня 1989), довжина 1,5 км.

- Ліски (відкрита 6 серпня 1989), довжина 1,6 км.

- Нижній Новгород (відкрита 8 листопада 1939), довжина 3,2 км.

- Новомосковськ (відкрита 21 грудня 1953), довжина 1,9 км (кільце), 2,3 км (повна експлуатаційна довжина).

- Новосибірськ (відкрита 4 липня 2005), довжина 2,63 км.

- Оренбург (відкрита 26 липня 1953), довжина 5,8 км.

- Пенза (відкрита 4 серпня 1985), довжина 2,5 км.

- Ростов-на-Дону (відкрита 9 листопада 1940), довжина 3,97 км.

- Санкт-Петербург (відкрита 27 серпня 1948), довжина 1,6 км (раніше — близько 6 км).

- Свободний (відкрита 4 серпня 1940 року), довжина 11,5 км.

- Тюмень (відкрита 3 серпня 1969), довжина 3,82 км.

- Уфа (відкрита 10 травня 1953), довжина 1,8 км.

- Хабаровськ (відкрита 19 травня 1958), довжина 2,5 км.

- Челябінськ (відкрита 31 серпня 1949), довжина 5,7 км.

- Чита (відкрита 2 вересня 1971, розібрана і відкрита в іншому місці 11 серпня 1974), довжина 6,1 км.

- Южно-Сахалінськ (відкрита 6 червня 1954), довжина 2 км (головне кільце), 2,2 км (загальна довжина).

- Ярославль (нова ДЗ) (відкрита 17 квітня 1970), довжина 3,4 км.

### Ті, що проєктуються
- Мурманськ (існують плани будівництва ДЗ завдовжки 2 км)
- Самара (проєктується з 2005. Раніше в Самарі діяв атракціон, який іноді помилково називали дитячою залізницею).

### Закриті
- Москва (Центральний парк культури і відпочинку ім. Горького) (відкрита 1932—1933, точний час закриття невідомо, у 1939 залізниця вже не існувала), довжина 528 м.

- Ужур (відкрита серпні 1951, закрита не раніше 1969), довжина близько 0,6 км.

- Ярославль (стара ДЗ) (травень 1946—1957. У 1970 була відкрита нова ДЗ, якої в спадщину від старої залишилося назва).

### Нездійсненні проєкти
- Абакан (будівництво почалося наприкінці 1970-х, і затяглося на два десятки років, після чого укладені рейки було знято), довжина близько 4,4 км
- Грозний (будівництво розпочалося в 1981, але не було завершено), довжина 8 км.

- Москва (Ізмайловський парк) (проєктувалася у 1939—1940 роках, проєкт був прийнятий 20 червня 1940, будівництву зашкодила війна), довжина (за проєктом) — 10,4-12 км (перша лінія) і 8 км (друга лінія).

## Туркменістан

### Колишні дитячі залізниці, які обслуговуються дорослими
- Ашхабад (нині — Ашгабат) (відкрита в 1941, закрита у 1942, у зв'язку з початком війни, далі відновила роботу у 1987, закрита в середині 1990-х, знову відкрита 2 вересня 2007).

## Узбекистан

### Діючі
- Ташкент (відкрита 5 серпня 1940), довжина 1,7 км.

### Колишні ДЗ, що обслуговуються дорослими
- Джиззак (відкрита 1976 чи 1986, за даними різних джерел, припинила діяти у 1990-х, знову відкрилася влітку 2004, діє як атракціон, обслуговується дорослими), довжина 2 км. Докладніше: Джиззакська дитяча залізниця

### Закриті
- Коканд (відкрита 1958, у 1989 року ДЗ дуже постраждала у ході бойових дій. Про можливе відновленні нічого не відомо), довжина 1,5 км.

## Україна

### Діючі
- Дніпро (відкрита 6 липня 1936), довжина 2 км. Докладніше: Дніпровська дитяча залізниця
- Донецьк (нова Дитяча залізниця) (19 травня 1972), довжина 2,1 км.

- Запоріжжя (відкрита 19 травня 1972), довжина 9,4 км.

- Київ (відкрита 2 серпня 1953), довжина 2,8 км.

- Луцьк (відкрита 8 листопада 1954), довжина 1,7 км. У 2020 планується до закриття.

- Львів (відкрита 18 травня 1951), довжина 1,2 км.

- Рівне (відкрита 9 травня 1949), довжина 2,1 км (головний шлях), 2,5 км (повна довжина).

- Ужгород (відкрита 3 серпня 1947), довжина 1,1 км. У 2020 планується до закриття.

- Харків (відкрита 8 листопада 1940, закрилась на початку війни, відновлена 5 серпня 1945), довжина 3,8 км.

### Закриті
- Алчевськ (19 травня 1962 — не раніше 1991), довжина 1,467 км.

- Брянка (не пізніше середини 1960-х — не раніше 1994), довжина понад 2 км, навколо Голубого озера, використовувала вузькоколійний шахтний тепловоз, вагони криті 1960-х з дерев'яними сидіннями.
- Євпаторія (5 червня 1988 — листопад 1991), довжина 4,6 км. Докладніше: Євпаторійська дитяча залізниця
- Донецьк (стара дитяча залізниця) (24 листопада 1936 — літо 1941, перестала існувати у зв'язку з початком війни), довжина 2,9 км.

- Керч (відкрита в 1990, розібрана у 1990-х)
- Конотоп (відкрита в 1967, точна дата закриття невідома), довжина 2 км. Докладніше: Конотопська дитяча залізниця
- Макіївка (21 травня 1972—2002), довжина 1,35 км.

- Мелітополь (1937—1941), довжина 3,2 км. Докладніше: Мелітопольська дитяча залізниця імені Лазаря Кагановича
- Одеса (1956—1960 або 1963), довжина 520 м. Унікальний дитячий трамвай Одеський дитячий трамвай
- Перевальськ (1965—не відомо), довжина 1,2 км Докладніше: Мала Перевальська залізниця
- Черкаси (з 1972 року) — Черкаська дитяча залізниця

### Нездійсненні проєкти
- Вінниця (проєктувалася у 1979 навколо озера Вишенька, закладене ґрунтове полотно навколо озера та розширений автомоблільний міст, біля музею Пирогова побудована станція), довжина 4,5 км[1]
- Кривий Ріг (вузькоколійна залізниця. Був споруджений один тунель та невеликий відрізок шляху), довжина — 3-5 км.

## Естонія

### Нездійсненні проєкти
- Піонертабір поруч із Вяана-Їесуу (Vääna-Jõesuu). У 1974 в піонертабір був завезено рухомий склад. Побудували ділянку колії 90 м. ДЗ не була побудована, рухомий склад стояв на коліях до 1990 року, виконуючи роль імпровізованого музею, після чого частина рухомий складу була вивезено в музей, частина — знищена.
- Кохтла-Ярве (пробні поїздки 1975 року, далі справи не пішли), довжина 5-6 км. Траса ДЗ була сполучена до існуючої колії ширококолійної залізниці. Оскільки цією залізницею прямували поїзда, проєкт ДЗ було відкинуто з міркувань безпеки.

## Болгарія
- Пловдив (діюча)

## Угорщина
- Будапешт (діюча)
- Кішмарош (діюча)

## Німеччина
- Берлін (відкрита 10 червня 1956 року).

- Бернбург (обслуговується дорослими)
- Фаттероде, Мансфельд (обслуговується дорослими)
- Гера
- Герліц
- Дрезден
- Котбус
- Лейпциг
- Магдебург (закрита)
- Плауен
- Галле (Заале)
- Хемніц (колишній Карл-Маркс-Штадт)

## Польща
- Познань — паркова залізниця «Малтанка» (Kolejka Parkowa Maltanka[pl]), з 1972 року обслуговується працівниками познанського міського транспортного управління.

## Словаччина
- Кошиці (працює, обслуговується дорослими, відкрита в 1956 році).
- Пряшів (1958—1969, закрита)

## Чехія
(всі закриті)
- Карлові Вари
- Чеські Будейовиці
- Прага (початок 1950-х — кінець 1950-х)
- Пльзень (1959—1985).

- Острава

- Опава (1951—1957).

- Німбурк (1950—1960-ті).

- Богумін